# Daweng Quan
Daweng Quan (kinesiska: 大瓮泉) är en sjö i Kina. Den ligger i provinsen Heilongjiang, i den nordöstra delen av landet, omkring 300 kilometer nordväst om provinshuvudstaden Harbin. Daweng Quan ligger 147 meter över havet. Arean är 7,0 kvadratkilometer. Trakten runt Daweng Quan består i huvudsak av gräsmarker. Den sträcker sig 4,2 kilometer i nord-sydlig riktning, och 3,5 kilometer i öst-västlig riktning.
Genomsnittlig årsnederbörd är 664 millimeter. Den regnigaste månaden är juli, med i genomsnitt 232 mm nederbörd, och den torraste är januari, med 6 mm nederbörd.